# Cd-i
Cd-i (compact disc interactive) was een multimediasysteem van Philips dat uitgebracht werd in 1991. Het werd aangesloten op een tv. Naast de speciale cd-i's konden ook audio-cd's, Photo CD's en, in combinatie met een videocartridge, video-cd's (vcd) worden afgespeeld.

## Geschiedenis
In het Natlab experimenteerde Philips vanaf 1969 met toepassingen van lasertechnologie. Vanaf 1975 werd samen met MCA gewerkt aan een medium voor de opslag van videobeelden. De video-lp die daaruit in 1978 ontstond, voldeed echter niet aan de verwachtingen van MCA, dat zich uit het project terugtrok.
De audiogroep van Philips zag wel iets in de digitale audiopartitie op de geflopte video-lp, comprimeerde de plaat tot het cd-schijfje en presenteerde in 1979 de eerste cd-speler. Sony voegde zich in het project, en een langdurige samenwerking was geboren.
In 1985 startten de gesprekken tussen Philips, Sony en Matsushita voor het oprichten van een gezamenlijk multimediaplatform wat een concurrent zou worden van de ook in deze tijd opkomende cd-rom-standaard. In 1986 werd de standaard cd-i grotendeels door Philips vastgelegd in het zogeheten "Green Book", op dezelfde wijze als hoe de audio-cd-standaard is vastgelegd in het "Red Book". Matsushita en later Sony waren het echter niet eens met Philips en stapten beiden uit het cd-i-project. Het platform werd gelanceerd in 1991. Van de betrokkenheid van Sony en Matsushita in het cd-i-project zijn nog tekenen zichtbaar als het door Sony gedirigeerde Jigsaw-spel en de draagbare cd-i-speler van Sony genaamd "Intelligent Discman".

## Cd-i-spelers
Philips heeft diverse soorten cd-i-spelers op de markt gebracht. Als eerste consumentenmodel is de CD-i 205 gelanceerd. Dit type is in Amerika uitgekomen onder de naam CD-i 910. Het bekendst zijn de CD-i 210 en CD-i 220. Later zijn ook draagbare modellen gekomen van Philips (CD-i 350, 360 en 370) en zijn cd-i-spelers geïntegreerd in televisie- en stereosets van Philips. Het laatste cd-i-model van Philips is de CD-i 740. Ook andere bedrijven hebben cd-i-spelers op de markt gebracht, waaronder Grundig, Goldstar (later bekend als LG), Kyocera, Bang & Olufsen en Sony.
De eerste professionele cd-i bedoeld voor ontwikkelaars werd door Philips ontwikkeld in samenwerking met Kyocera. Dit was de CD-i 180/181/182, een cd-i-speler bestaande uit drie componenten. In het professionele vlak is Philips later verdergegaan met de CD-i 6xx-serie, die meerdere types voortbracht bedoeld voor het professionele segment.

## Edutainment
Op consumentengebied werd de cd-i vooral ingezet als tegenhanger van cd-rom, wat betekende dat edutainment hoog in het vaandel stond. cd-i werd niet neergezet als videoconsole en bij de marktintroductie in 1991 waren slechts simpele spelletjes beschikbaar als Vier-op-een-rij (Connect Four) en Zeeslag (spel) (Battleship). Al gauw kwam hier verandering in door de toetreding van het Eindhovense SPC Vision die arcade-achtige spellen voor cd-i maakte die voorheen onmogelijk leken op cd-i: Hun spellen zoals Alien Gate (schieten) en The Apprentice (platform) werden de bekendste en populairste spellen op cd-i.
Er waren ook populaire spellen op cd-i, zoals een exclusieve consoleversie van The 7th Guest, conversies van het populaire Dragon's Lair en ook interactieve films zoals De Zaak van Sam, waar nog bekende Nederlanders als Isa Hoes in meespelen. Philips subsidieerde ook de productie van exclusieve spellen, zoals Burn:Cycle (gemaakt door Trip Media) en Chaos Control (gemaakt door Infogrames), die later geconverteerd werden naar de Sega Saturn en de pc-cd-rom.
Philips heeft zelf ook veel cd-i-materiaal geproduceerd en richtte hiervoor diverse studio's op. In 1986 startte Philips met American Interactive Media in het Amerikaanse Delaware. In 1992 werd de naam veranderd in Philips Interactive Media Corporation en in 1995 verkort naar Philips Media. Hieronder waren meerdere Philips-studio's actief: Philips Sidewalk Studio zorgde vooral voor kindertitels als De Krijtjesfabriek, Wacky World of Miniature Golf en Richard Scary's Allerbeste Buurt Disc. Philips FunHouse (onder leiding van Cliff Johnson) produceerde de puzzelspellen Merlin's Apprentice en Labyrinth of Crete. Philips Fantasy Factory was verantwoordelijk voor Name that Tune en Hotel Mario. Philips Freeland Studio was verantwoordelijk voor de conversie van The 7th Guest. Philips POV (Point Of View, gevormd uit het vroegere Cinemaware) maakte Voyeur, Thunder in Paradise en Defender of the Crown. Philips Research ADS (Advanced Development & Support) converteerde Pac-Panic en maakte de eerste FPS op cd-i met Atlantis: The Last Resort.

## Nintendopersonages op cd-i
Philips had een rijke geschiedenis in het videospellenverleden met onder andere de Magnavox Odyssey en de betrokkenheid bij de MSX-standaard. Dit heeft geresulteerd in veel patenten waar Philips veel aan verdiend heeft. Tijdens gesprekken met Nintendo om een cd-rom-add-on te produceren voor de opkomende Super Nintendo, is Nintendo uiteindelijk afgehaakt. Hoe het komt dat er toch Nintendo-gelicenseerde spellen op cd-i zijn verschenen, omschreef de voorzitter van Philips Media, David McElhatten, als een herenakkoord tussen Philips en Nintendo of America, gesloten door de druk van patenten die Philips en Nintendo bezaten en wilden gebruiken. Zo werd producent Animation Magic aangewezen om officiële Zelda-spellen voor cd-i te maken: Link: The Faces of Evil en Zelda: The Wand of Gamelon. Deze spellen zijn geheel vertaald in het Nederlands en ontworpen als platformavontuurspellen. Beide spellen kenden een relatief simpele tekenstijl en waren niet populair. In 1995 werd door producent Viridis een nieuw Zelda spel voor de cd-i geproduceerd onder de naam Zelda's Adventure. Dit spel kende in plaats van een platform-perspectief wel een traditioneel Zelda-perspectief.
Ook Super Mario zelf speelde een hoofdrol in het cd-i-spel Hotel Mario. Dit was het enige spel met Nintendopersonages geproduceerd door Philips zelf (Philips Fantasy Factory).
Philips realiseerde zich goed dat aan de Nintendo naam geld te verdienen was en nam relatief grote risico's in het beschikbaar stellen van budgetten aan relatief onbekende studio's. Zo kon het Amerikaanse Cigam werken aan Mario Takes America en NovaLogic aan een officiële conversie van het SNES-spel Super Mario World (met als titel Super Mario's Wacky Worlds), beiden voor cd-i. De Amerikaanse studio RSP (van Atari-programmeur Mike Riedel) werkte aan Donkey Kong voor cd-i. Deze spellen zijn uiteindelijk nooit uitgegeven.

## Cd-i als spelcomputer
Ondanks de aanwezigheid van Nintendo-karakters in cd-i-spellen heeft cd-i nooit de populariteit gekend waar Philips op hoopte. Rond 1994 zag Philips duidelijk in dat de spellen het beste verkochten en dat er enkel verlies werd gemaakt op referentietitels en cursustitels op cd-i. Philips ontwikkelde de CD-i 4xx-serie, goedkopere versies van de cd-i-speler en zette cd-i opnieuw in de markt maar nu meer gefocust als spelcomputer. Dit waren ook de hoogtijdagen van de "Full Motion Video"-spellen, zoals Mad Dog McCree. Hiermee was cd-i nog enigszins populair en de cd-i-versies werden ook gezien als de beste van alle consoleversies.

## Internet en video on demand
In 1995 was Philips nog volop bezig met ontwikkelingen aan de cd-i-standaard en werden vele experimenten uitgevoerd met video on demand (VOD) en Internet. VOD is niet verder gekomen dan deze experimenten, maar Philips heeft wel gezorgd dat men met cd-i kon internetten vanuit de huiskamer met het "CD-i Internet Pakket" dat in 1996 uitgebracht werd voor 200 gulden. Hierin zat een 14K4-modem, wat helaas toen al niet snel was. De lage snelheid en de hoge prijs hebben er waarschijnlijk voor gezorgd dat ook dit niet succesvol bleek.

## Het einde van cd-i
Cd-i is nooit een succes geworden, mede door de hoge prijs.
Ten tijde van de introductie in Nederland was het goedkoopste exemplaar speler, de CDi 210, verkrijgbaar voor 1000 gulden (omgerekend 875 euro, in 2021).
De prijs van het uitgebreidere Matchline-model, de CDi 220, was toen 1300 gulden (omgerekend 1100 euro, in 2021).
Deze prijzen waren voor de kale cd-i-spelers, met afstandsbediening, maar zonder de vereiste video-module die men nodig had voor het spelen van spellen met video erin gemixt en voor het afspelen van cd-v-films (de voorloper van de dvd).
Deze video-module kostte ook nog eens 500 gulden (omgerekend 420 euro, in 2021).
Met de introductie van onder andere de Sony PlayStation, kwam het einde voor de cd-i in zicht.
In 1996 besloot Philips definitief te stoppen met cd-i. Plannen voor de CD-i 2 waren zeker aanwezig en Argonaut was zelfs aangewezen voor het ontwerpen van chip-sets voor de opvolger van cd-i. Echter, de toenmalige president Boonstra zag geen heil meer in het mediagebied voor Philips en zo heeft Philips alles verkocht, inclusief de mediadochter Polygram. Het Nederlandse stukje van Philips Media werd verkocht aan Softmachine, wat als laatste product The Lost Ride op cd-i uitbracht. Het Franse deel werd verkocht aan Infogrames samen met het hele cd-i-archief. Het allerlaatste cd-i-spel is dan ook van de hand van Infogrames: Solar Crusade in 1999.
Na het opdoeken van cd-i door Philips groeide er langzaam een community die cd-i in leven probeert te houden. Zo zijn overgebleven prototype-spellen in 2002 door het Amerikaanse Oldergames alsnog uitgebracht en is cd-i een van de platforms waar retro-programmeur Charles Doty zijn spel Frog Feast voor heeft ontwikkeld in 2007 als eerste homebrew-project.

## Cd-i-emulator
In 2005 is ook de eerste werkende cd-i-emulator ontwikkeld. Deze emuleert enkel de hardware waardoor de originele BIOS nog wel nodig is van de cd-i-speler (dit in verband met copyright).

## Specificaties
- CPU:
  - 16 bit-Philips 68070 CISC-chip (met een 68000-kern)
  - Kloksnelheid van 15,5 MHz
- Grafische chip: MCD 212
- Beeldresolutie: 384×280 tot 768×560
- 16 bit-stereogeluid
- Besturingssysteem: CD-RTOS (gebaseerd op Microwares OS-9)
- Overig:
  - RAM: 1,5 megabyte
  - Cd-rom-speler met enkelvoudige leessnelheid